# George Rodger

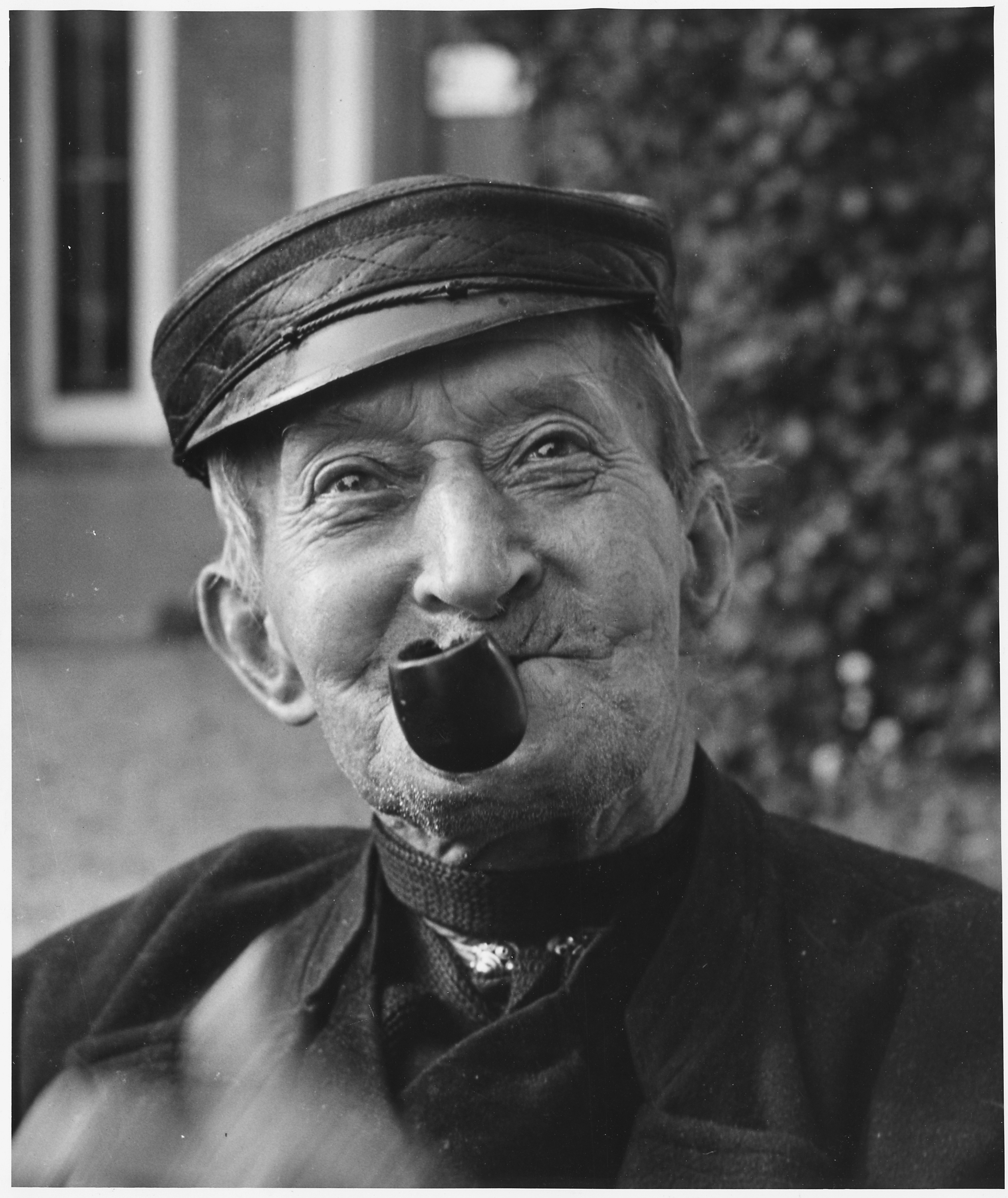
Námořní kapitán, 1950

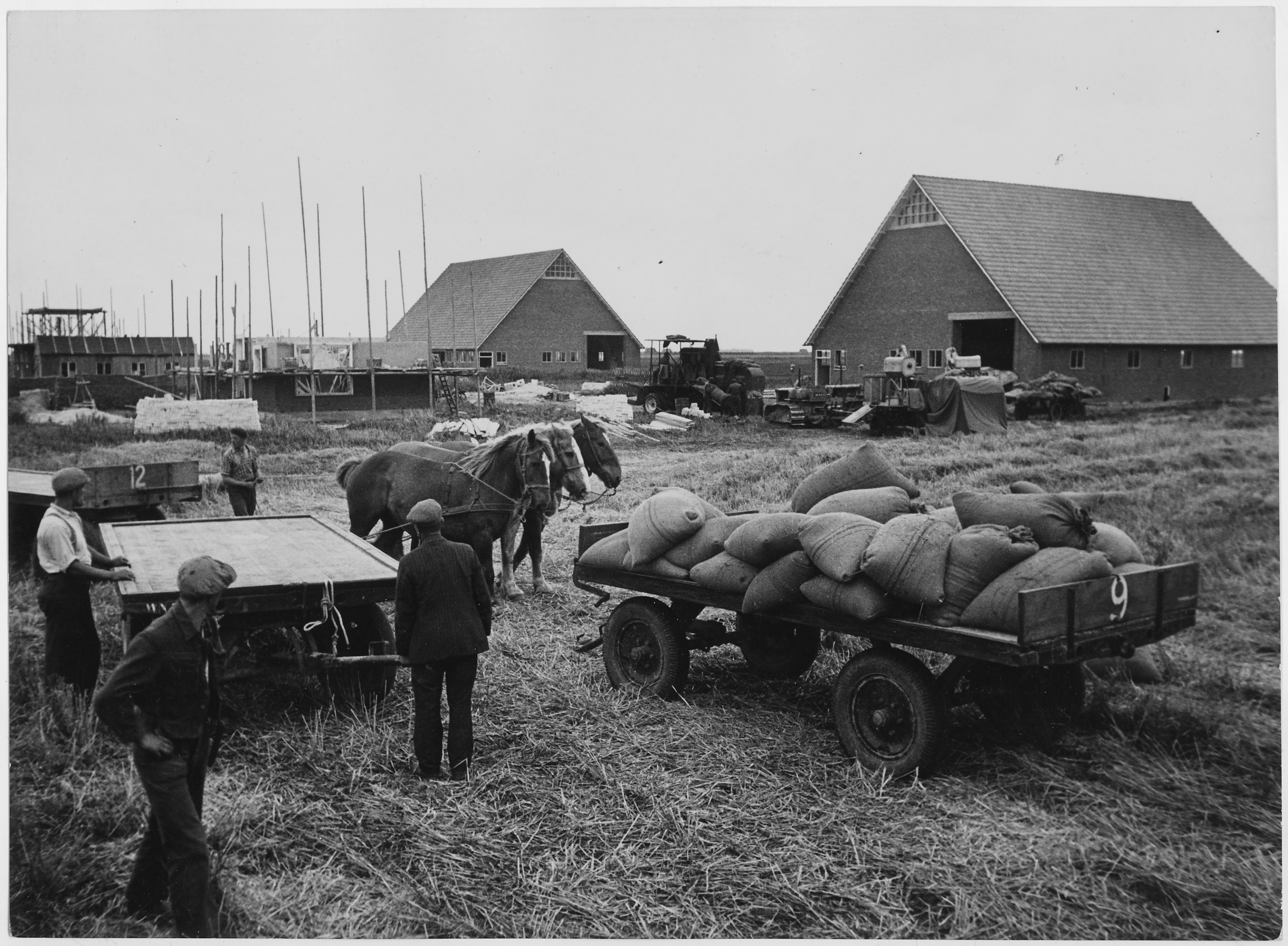
Sedláci v Holandsku, cca 1948 - 1955

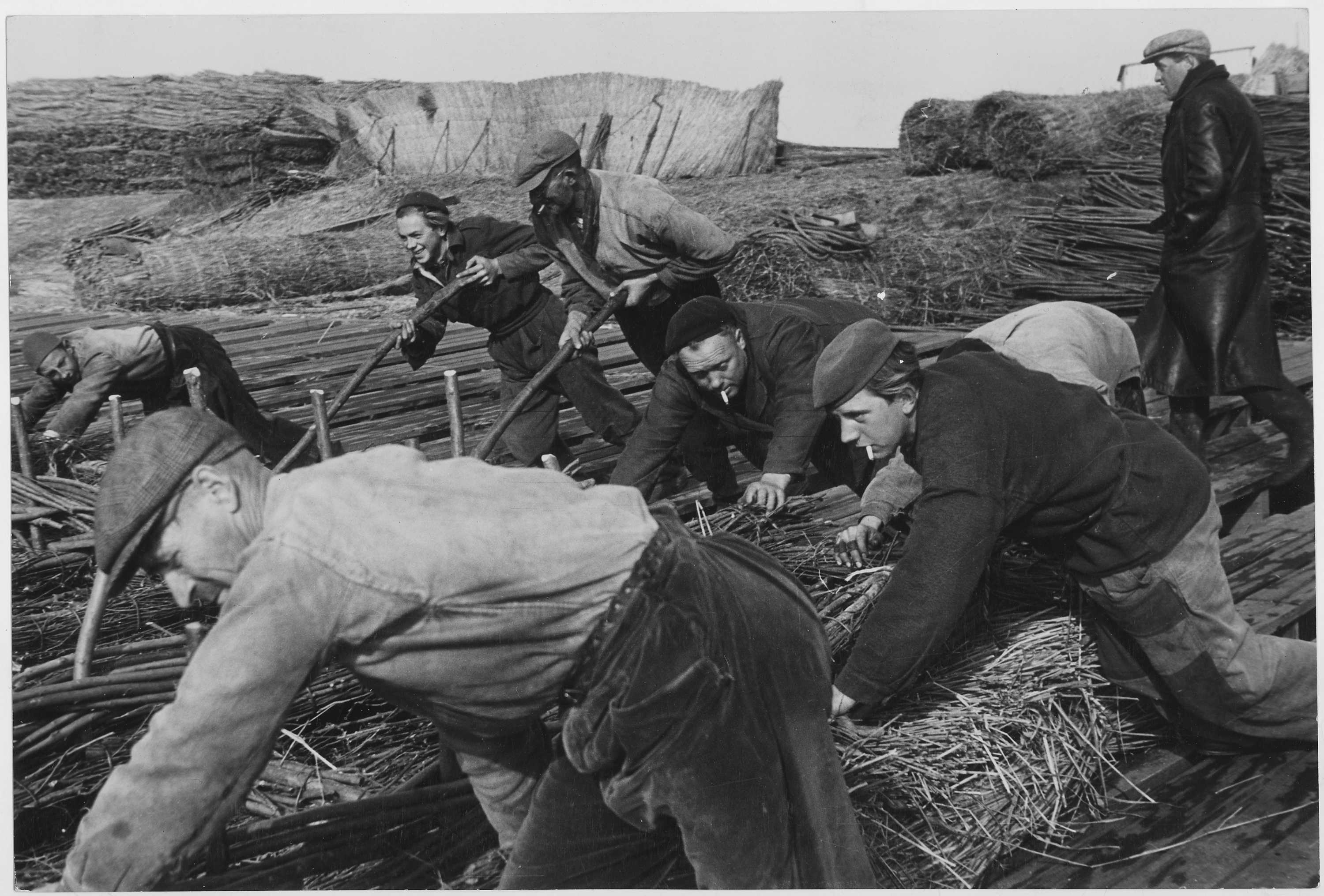
Plnění Marshallova plánu v Nizozemsku, 1950

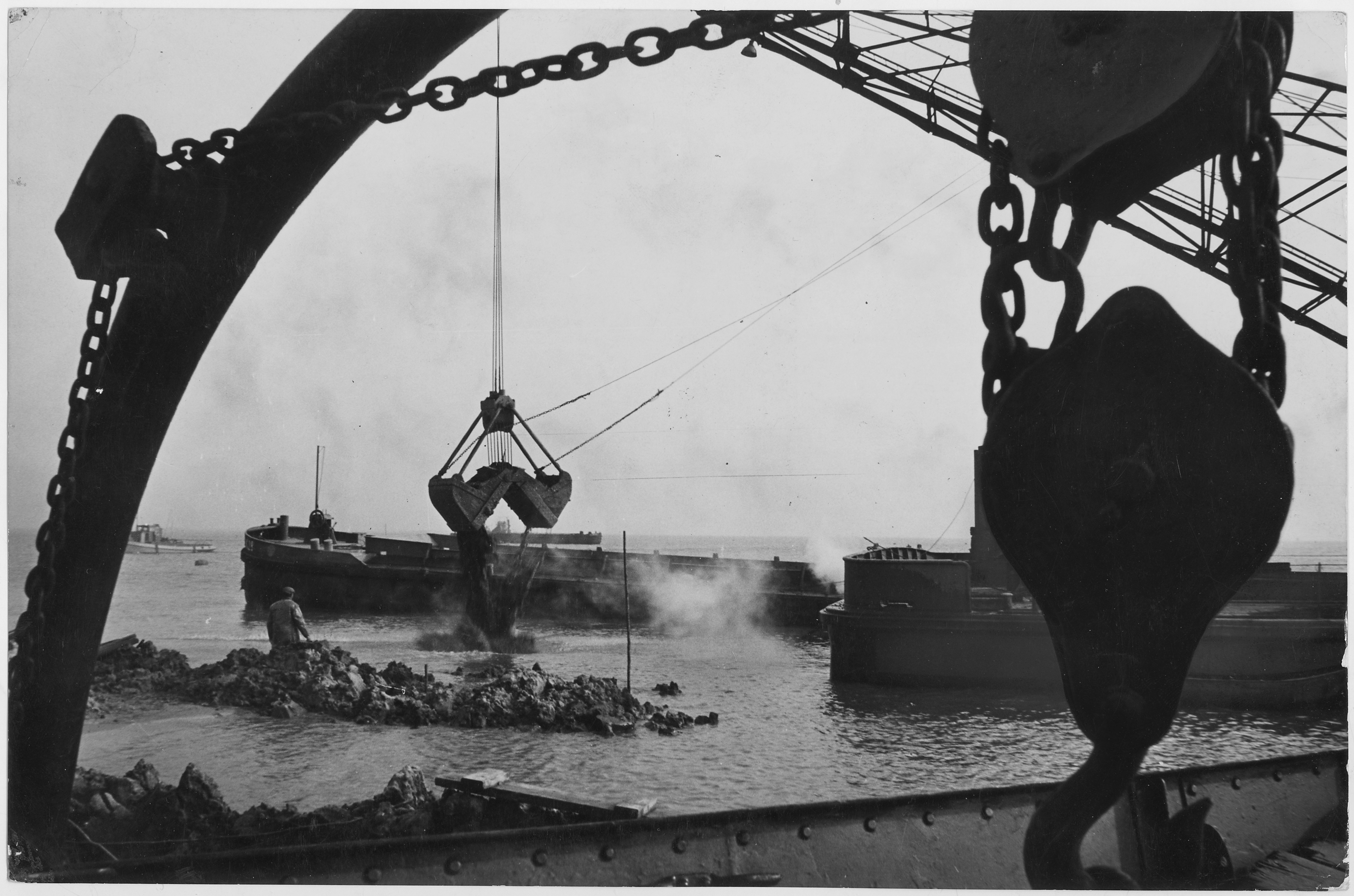
Plnění Marshallova plánu v Nizozemsku, asi 1950

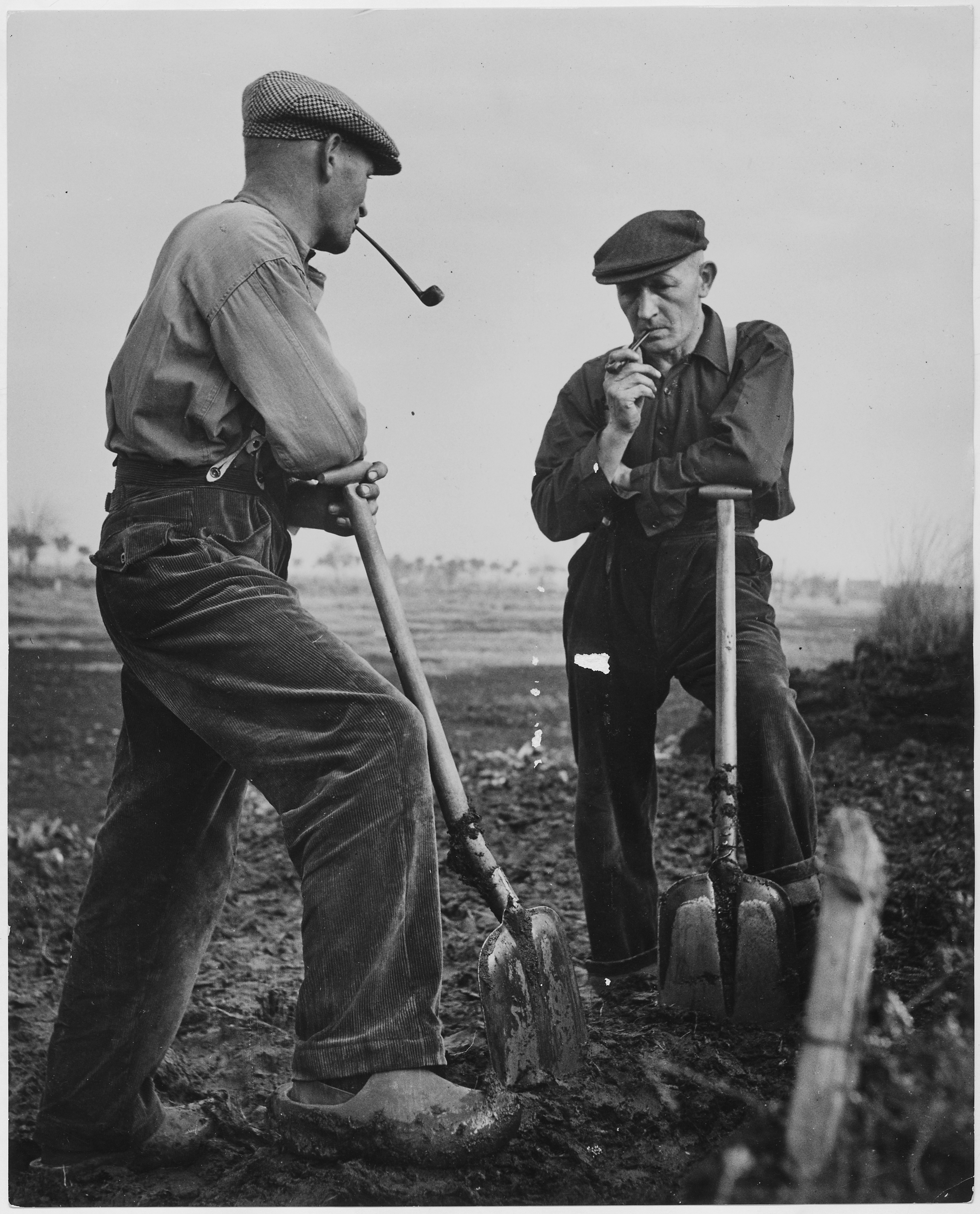
Plnění Marshallova plánu v Nizozemsku, asi 1950

George Rodger (19. března 1908 – 24. července 1995) byl britský fotožurnalista známý svou prací v Africe a vůbec prvními fotografiemi z tábora smrti v Bergen-Belsenu na konci druhé světové války. V roce 1947 spolu s Robertem Capou, Davidem "Chim" Seymourem a Henri Cartier-Bressonem založili agenturu Magnum Photos.

## Život a dílo

### Cestovatel
Narodil se v Hale (Cheshire) ve Skotsku. Do školy chodil na St. Bede's College v Manchesteru, pak navštěvoval britskou vojenskou školu Merchant Navy a po ní absolvoval plavbu kolem světa. Zatímco se plavil po moři, psal si Rodger cestopisné záznamy a ilustroval je vlastními fotografiemi.

### Fotožurnalista
Své cestopisy však nikdy nevydal; po krátkém pobytu v Americe, kde se mu nepodařilo najít práci kvůli hospodářské krizi, se v roce 1936 vrátil do Británie. Tam se mu v Londýně podařilo najít uplatnění jako fotograf časopisu BBC The Listener, ve kterém byl až do roku 1938. Částečně přitom pracoval pro agenturu Black Star.
Po vypuknutí druhé světové války měl Rodger silnou potřebu dokumentovat kroniku války. Jeho fotografie bombových náletů Blitz mu zajistily spolupráci s časopisem Life, začal fungovat jako válečný fotograf. Dokumentoval války v západní Africe a konec války při osvobození Francie, Belgie a Holandska.

### Konec válečného fotografa
Rodger byl zřejmě prvním fotografem, který vstoupil do koncentračního tábora v Bergen-Belsenu v roce 1945. Jeho fotografie jako jedny z mála přežily a snímky hromady mrtvol byly zveřejněny v magazínu Life a Time a měly velký vliv tím, že zobrazovaly skutečnou realitu v táborech smrti. Rodger si po několika strávených hodinách v táboře později uvědomil, a se zděšením přiznal hroznou věc. Většinu času hledal esteticky příjemnou kompoziční skladbu hromady ležících mrtvol mezi stromy a budovami! Po této traumatické zkušenosti vyvodil závěr, že již nemůže a nebude pracovat jako válečný zpravodaj.

### Magnum Photos
Opustil Life, začal cestovat po celé Africe a na Středním východě a systematicky dokumentoval tyto oblasti, svobodně žijící zvířata a domorodé obyvatele.
Dne 27. dubna roku 1947 Rodger spoluzaložil společně s Robertem Capou, Davidem Seymourem (Chimem), Williamem Vandivertem a Henrim Cartier-Bressonem agenturu Magnum Photos jako reakci na druhou světovou válku. Dalších třicet let pracoval jako fotograf na volné noze. Podnikl mnoho expedic, na kterých dokumentoval portréty lidí, krajinu a přírodu Afriky. Mnoho z těchto snímků bylo publikováno především v časopise National Geographic, ale také i v dalších magazínech.

## Publikace
- Red Moon Rising, Cresset Press, 1943
- Desert Journey, Cresset, 1944
- Village des Noubas, 1955
- Le Sahara, 1957
- George Rodger: Humanity and Inhumanity, 1994
- Nuba and Latuka. The Colour Photographs. Prestel, Mnichov, Německo 2017, ISBN 978-3-7913-8322-4
- Southern Sudan, Stanley Barker, 2018